# حامد فلاته (لاعب كرة قدم مواليد 1992)
حامد هاشم فلاته لاعب كرة قدم سعودي ، يلعب حالياً في نادي الصفا.

## مسيرة اللاعب
لعب في الفئات السنية في نادي الاتفاق والنهضة ونادي الفيصلي ونادي الطائي ونادي الجبلين ونادي الصفا.

## روابط خارجية
- حامد فلاتة على موقع Soccerway.com (الإنجليزية)
- حامد فلاتة على موقع كووورة